# بیل مالون
بیل مالون (انگلیسی: Bill Mallon؛ زادهٔ ۲ فوریهٔ ۱۹۵۲) یک گلف‌باز و تاریخ‌نگار اهل ایالات متحده آمریکا است.
وی که دانش‌آموخته رشته پزشکی در دانشگاه دوک می‌باشد از تاریخ‌نگاران بازی‌های المپیک است.